# Pontificio ateneo Regina Apostolorum
Il Pontificio Ateneo Regina Apostolorum è un'istituzione universitaria di diritto pontificio con sede a Roma, presso il quartiere Aurelio. È promossa dalla congregazione religiosa dei Legionari di Cristo e dal movimento ecclesiale Regnum Christi. Conta circa 1500 studenti provenienti da 74 paesi.

## Storia

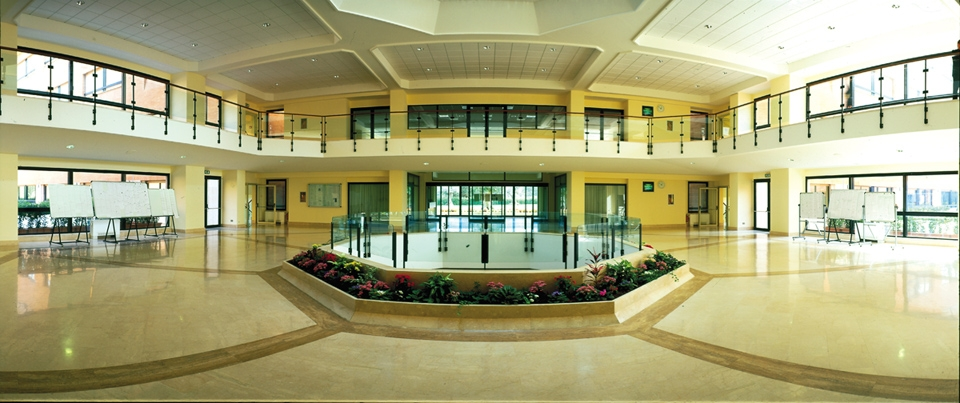
Ingresso centrale del pontificio ateneo Regina Apostolorum, Roma

L'ateneo fu eretto canonicamente dalla Congregazione per l'Educazione Cattolica il 15 settembre 1993 con le facoltà di teologia e filosofia; ottenne il titolo di "pontificio" da papa Giovanni Paolo II, l'11 luglio 1998. Nell'aprile 1999, apre l'istituto superiore di scienze religiose collegato alla facoltà di teologia e nel maggio 2001 viene inaugurata la Facoltà di Bioetica.
Il 13 novembre 2002 è stato affiliato alla Facoltà di Teologia, con decreto della Congregazione per l’Educazione Cattolica, il Seminario Maggiore San Carlos y San Marcelo dell’arcidiocesi di Trujillo, Perù. 
Finalmente, il 3 settembre 2004 è stato concesso il decreto di erezione canonica definitiva all’Ateneo. 
Con i rispettivi decreti della Congregazione per l’Educazione Cattolica, sono stati affiliati alla Facoltà di Teologia il 2 ottobre 2017 l’Istituto di Filosofia e Teologia “Maria Mater Ecclesiae” di Itapecerica da Serra a São Paulo, diocesi di Campo Limpo, Brasile, e il 28 maggio 2019 il Seminario “Pio XI” di Sanremo, Italia.

## Struttura
L'ateneo è organizzato nelle seguenti tre facoltà:
- Bioetica (2001)
- Filosofia (1993)
- Teologia (1993)

L'ente è inserito in una rete internazionale di istituzioni a carattere educativo costituita da ventitré università e dieci centri di studi superiori, in collegamento tra loro ai fini di ricerca a carattere scientifico-culturale.

## Istituti
Oltre alle tre Facoltà, il Gran Cancelliere ha eretto:
- l’Istituto di Bioetica e Diritti Umani (25 marzo 2010)
- l’Istituto Scienza e Fede (5 aprile 2010)
- l’Istituto di etica economica e sociale Fidelis (10 maggio 2010)
- l’Istituto di Studi Superiori sulla Donna (16 febbraio 2011)
- l’Istituto Sacerdos (20 maggio 2011)

Questi Istituti non rilasciano titoli canonici. 

## Rettori
- P. José E. Oyarzún, LC